# GP2 valenciai nagydíj
A GP2 valenciai nagydíjat 2006 és 2007 óta rendezik meg a Circuit Ricardo Tormo versenypályán.

## Nyertesek
| Év   | Főverseny nyertese   | Nyertes csapat    | Sprintverseny nyertese | Nyertes csapat       |
| ---- | -------------------- | ----------------- | ---------------------- | -------------------- |
| 2006 | Nelson Angelo Piquet | Piquet Sports     | Michael Ammermüller    | Arden International  |
| 2007 | Vitalij Petrov       | Campos Grand Prix | Timo Glock             | iSport International |